# Rugby a 15 nel 1980

## Attività internazionale

### Incontri celebrativi
| Cardiff 9 agosto 1980 | Inghilterra e Galles | 13 – 24 | Irlanda e Scozia | National Stadium |

Un'inondazione devastò nel corso dell'anno la provincia di Buenos Aires.
Per aiutare le popolazioni colpite la Union Argentina de Rugby si accordò con le federazioni dell'International Rugby Football Board per organizzare un incontro di beneficenza che si tenne a Buenos Aires tra i Pumas e il Resto del Mondo e che terminò 36-22 per gli argentini.
| Arbitro: | Stefanus Strydom |

|                                       |    |                              |
| Mastai (2) Sansot (2) Campo Silva Ure | mt | Fouroux Fenkick Slemen Scott |
| Porta (4)                             | tr | Slemen (2) O'Brien           |

### Tour di fine anno
Nel rugby a 15 è tradizione che a fine anno (ottobre-dicembre) si disputino una serie di incontri internazionali che gli europei chiamano "Autumn International" e gli appassionati dell'emisfero sud "Springtime tour". In particolare le nazionali dell'emisfero Sud, a fine della loro stagione, si recano in tour in Europa.

### Altri test
| Berna 19 aprile 1980 | Svizzera | 10 – 7 | Lussemburgo |  |

## I Barbarians
Nel 1980 i Barbarians hanno disputato i seguenti incontri:
| Northampton 26 marzo 1980 | East Midlands | 9 – 48 | Barbarians |  |

| Leicester 29 dicembre 1980 | Leicester Tigers | 24 – 28 | Barbarians |  |

## Campionati nazionali
- Africa

| Sudafrica | Currie Cup | Northern Transvaal |

- Americhe

| Argentina   | "Argentino de Mayores" | Buenos Aires       |
|             | Camp. di Buenos Aires  | San Isidro         |
| Brasile     | Campionato             | Alphaville (SP)    |
| Canada      | Campionato Provinciale | British Columbia   |
| Stati Uniti | Campionato             | Old Blues Berkeley |

- Europa

| Irlanda          | Interprovinciale         | Leinster Rugby       |
| Galles           | Campionato               | Swansea RFC          |
|                  | WRU Challenge Cup        | Bridgend Ravens      |
| Inghilterra      | Coppa                    | Leicester Tigers     |
|                  | Campionato delle Contee  | Lancashire           |
| Francia          | Campionato               | Beziers              |
|                  | Challenge Yves du Manoir | Bayonne              |
| Italia           | Campionato               | Petrarca Padova      |
| Scozia           | Campionato               | Gala                 |
| Spagna           | Copa del Rey             | CD Arquitectura      |
|                  | Campionato               | Universitario Madrid |
| Unione Sovietica | Campionato               | VVA                  |
|                  | Coppa                    | VVA-Podmoskov'e      |
| Romania          | Campionato               | Steaua Bucarest      |
| Portogallo       | Coppa                    | Academica Coimbra    |

- Oceania

| Nuovo Galles del Sud | Shute Shield                     | Randwick |
| Queensland           | Premier Rugby                    | Brothers |
| Nuova Zelanda        | National Provincial Championship | Manawatu |